# Qui-nai-elt Village
Qui-nai-elt Village az Amerikai Egyesült Államok északnyugati részén, Washington állam Grays Harbor megyéjében, a Quinault rezervátum területén elhelyezkedő statisztikai település. A 2010. évi népszámlálási adatok alapján 54 lakosa van.